# André Gaboriaud
André Gaboriaud (1. maj 1895 – 23. november 1969) var en fransk fægter som deltog i de olympiske lege 1928 i Amsterdam.
Gaboriaud vandt en sølvmedalje i fægtning under Sommer-OL 1928 i Amsterdam. Han var med på det franske hold som fik en anden plads i disciplinen Fleuret bagefter Italien. De andre på holdet var Lucien Gaudin, Philippe Cattiau, Roger Ducret, André Labatut og Raymond Flacher.